# 流星體育會
流星體育會（Shooting Stars Sports Club） 是尼日利亚的足球俱乐部，位于尼日利亚伊巴丹。球队赢得了1976年度的非洲优胜者杯以及2次非洲俱乐部冠军杯冠军和一次非洲足协杯冠军 （页面存档备份，存于）。球队再2004/05赛季排列尼日利亚足球甲级联赛第5名。球队的主场是勒坎萨拉米体育场(Lekan Salami Stadium)。

## 战绩
- 尼日利亚足球甲级联赛: 5

1976年, 1980年, 1983年, 1995年, 1998年
- 非洲足协杯: 3

1977年, 1979年, 1995年
- 非洲俱乐部冠军杯: 2

1984年, 1996年
- 非洲足协杯: 1

1992年
- 非洲优胜者杯: 1

1976年

## 外部連結
- www.rsssf.com （页面存档备份，存于）